# Hugo Guinness
Hugo Arthur Rundell Guinness (* 12. September 1959 in London) ist ein britischer Künstler, Illustrator und Autor. Er ist für seine Illustrationen und schwarz-weißen Linolschnitte bekannt, die in verschiedenen Filmen und Publikationen Verwendung fanden.

## Leben
Hugo Guinness gehört der Guinness-Familie an, die vor allem durch das nach ihr benannte Bier Guinness bekannt ist, aber auch eine Reihe von Bankern hervorbrachte. Darunter auch sein Vater James Edward Alexander Rundell Guinness (1924–2006), Veteran des Zweiten Weltkriegs, langjähriger Vorsitzender des Public Works Loan Board, Banker bei Guinness Mahon, der Guinness Peat Group und bei Provident Mutual Life Assurance Association (heute als Aviva bekannt). Hugo Guinness besuchte das Eton College.
Zunächst arbeitete er als Werbetexter für Collett Dickenson Pearce, als Investmentbanker für Guinness Mahon und gründete die Coldpiece Pottery. Als Künstler verwendet er schwarz-weiße Farben und fertigt Illustrationen mit dicken Linien an. Seine Kunst zeichnet sich dadurch aus, alltägliche Objekte simpel, aber humoristisch in den Mittelpunkt zu rücken. Die Zeichnungen wurden unter anderem im New Yorker, in der New York Times und in der Vogue publiziert. Einige seiner Kunstwerke wurden für die Kleidungsfirmen Pussy Glamour und Coach New York verwendet. Seine Kunstwerke wurden und werden unter anderem von Heath Ledger, Amanda Peet, Natalie Portman, Michelle Williams, Jack Pierson, Anna Wintour und Wes Anderson gesammelt.
Letzterer verwendete Artwork von Guinness unter anderem in seinen Filmen Die Royal Tenenbaums (2001) und Die Tiefseetaucher (2004). Zusammen mit Wes Anderson verfasste er das Drehbuch des Films Grand Budapest Hotel (2014) und war an der Story des Films The French Dispatch (2021) beteiligt. Für ersteres erhielten beide bei der Oscarverleihung 2015 eine Nominierung für das Beste Originaldrehbuch. Als Synchronsprecher wirkte Guinness bei Der fantastische Mr. Fox (2009) als Stimme von Nathan Bunce mit. 
Hugo Guinness ist seit 1996 mit der Künstlerin Charlotte Elliott Puckette verheiratet. Das Paar lebt mit seinen zwei Töchtern in Brooklyn.